# Thibilis

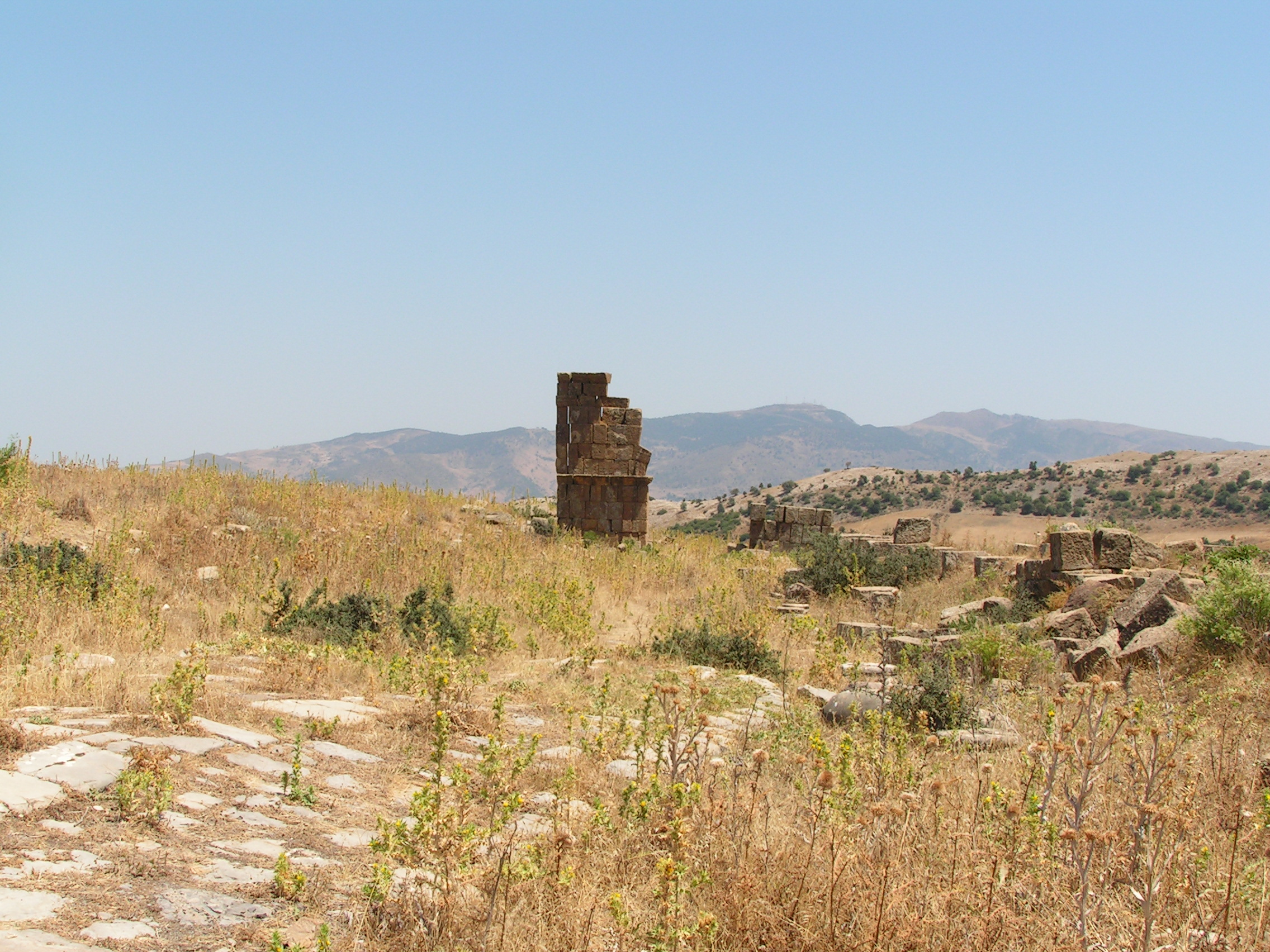
Foto von den Ruinen von Thibilis

Thibilis ist eine antike Stadt in Numidien, heute Gemeinde Sellaoua Announa der Region Guelmas im Nordosten Algeriens. Die Stadt liegt 18 km südlich von Guelma (Calama).

## Archäologie
Im nördlichen Teil der Stadt ist noch ein kleines Forum (27 m × 12 m) relativ gut erhalten und im südlichen Teil der Stadt ein Ehrenbogen, der im 3. Jahrhundert errichtet wurde. Außer den römischen Ruinen stehen auch eine frühchristliche Basilika und Reste einer großen byzantinischen Festung.

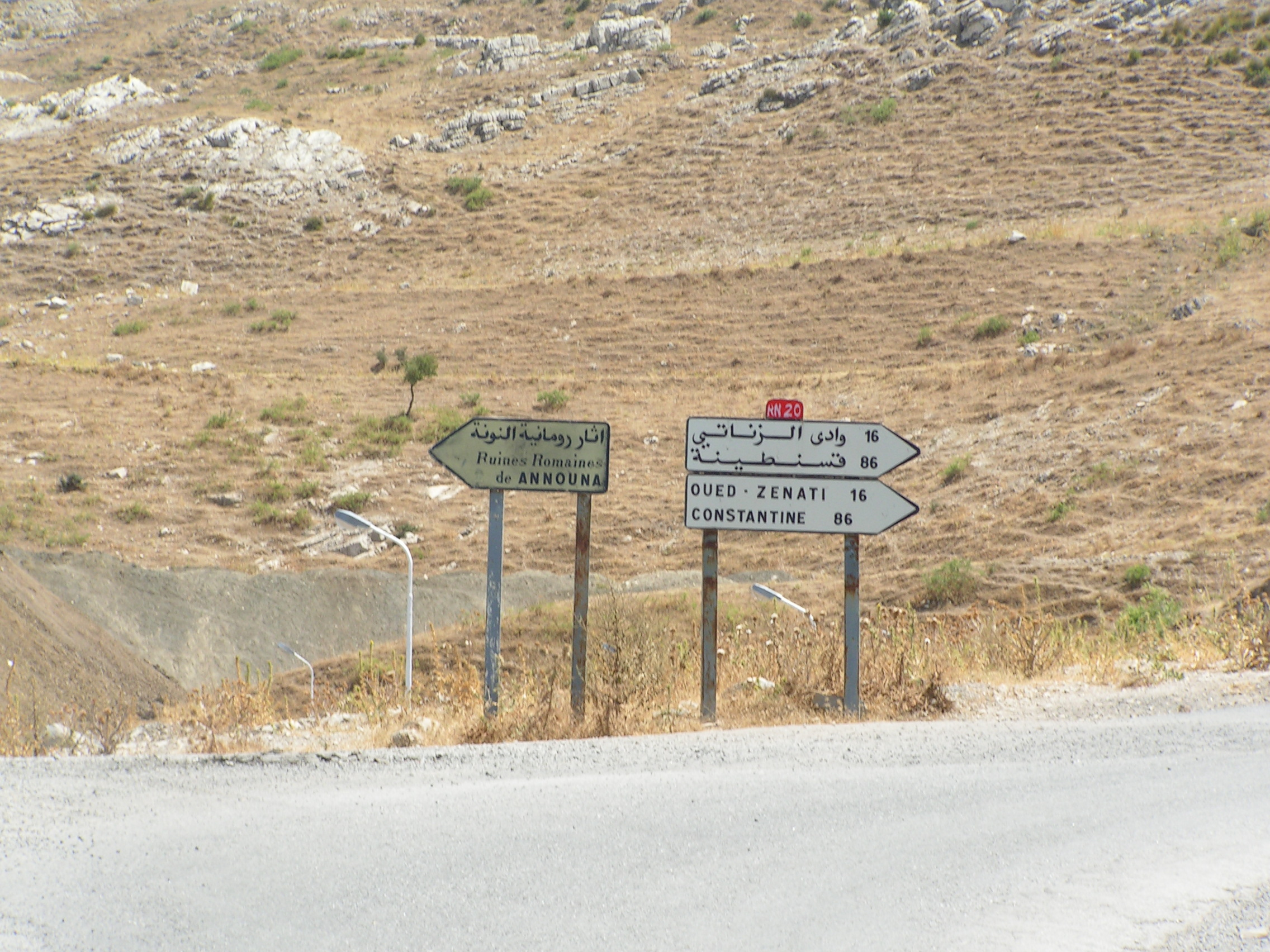
Wegweiser nach Announa
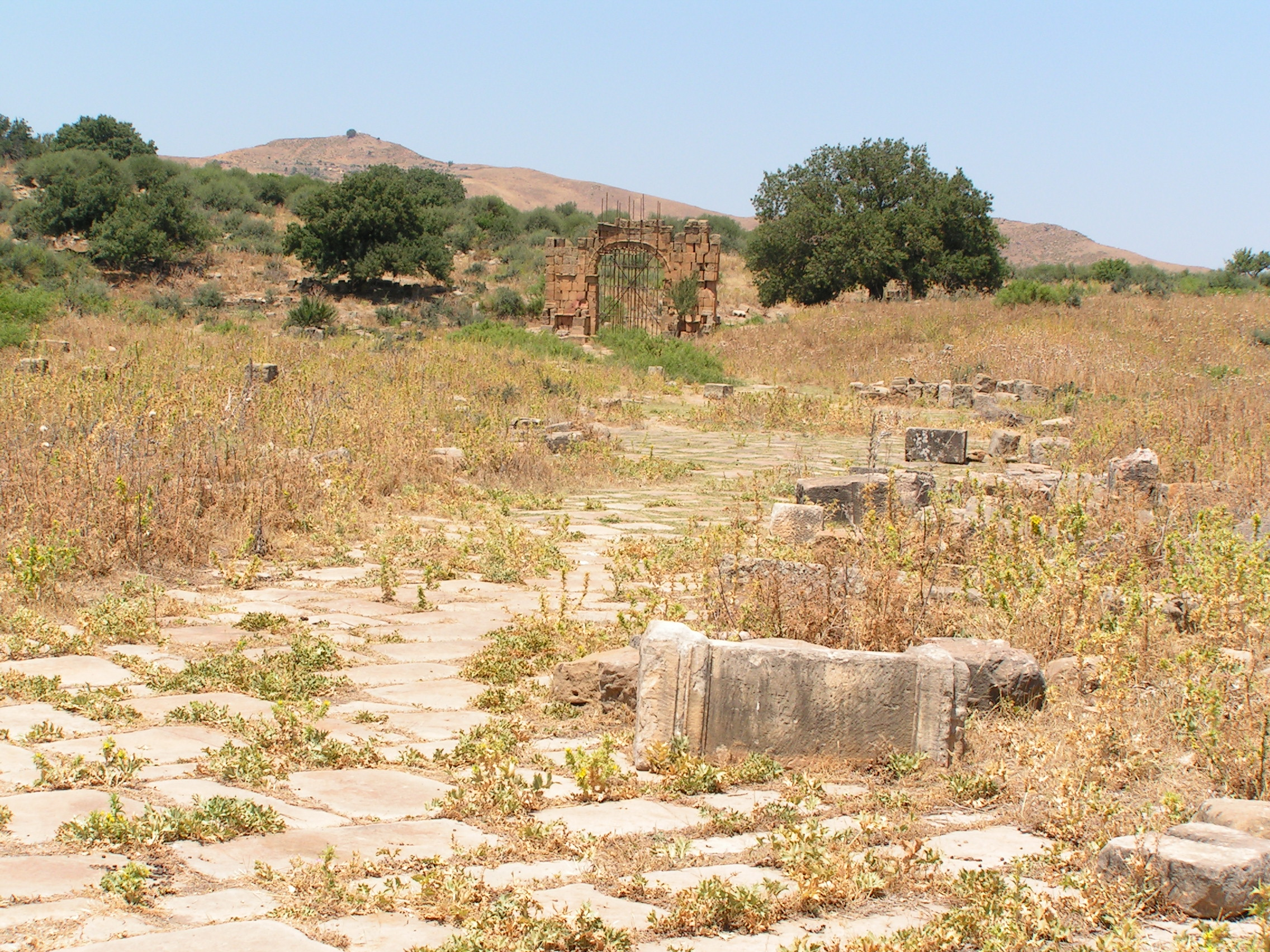
Foto von den Ruinen von Thibilis
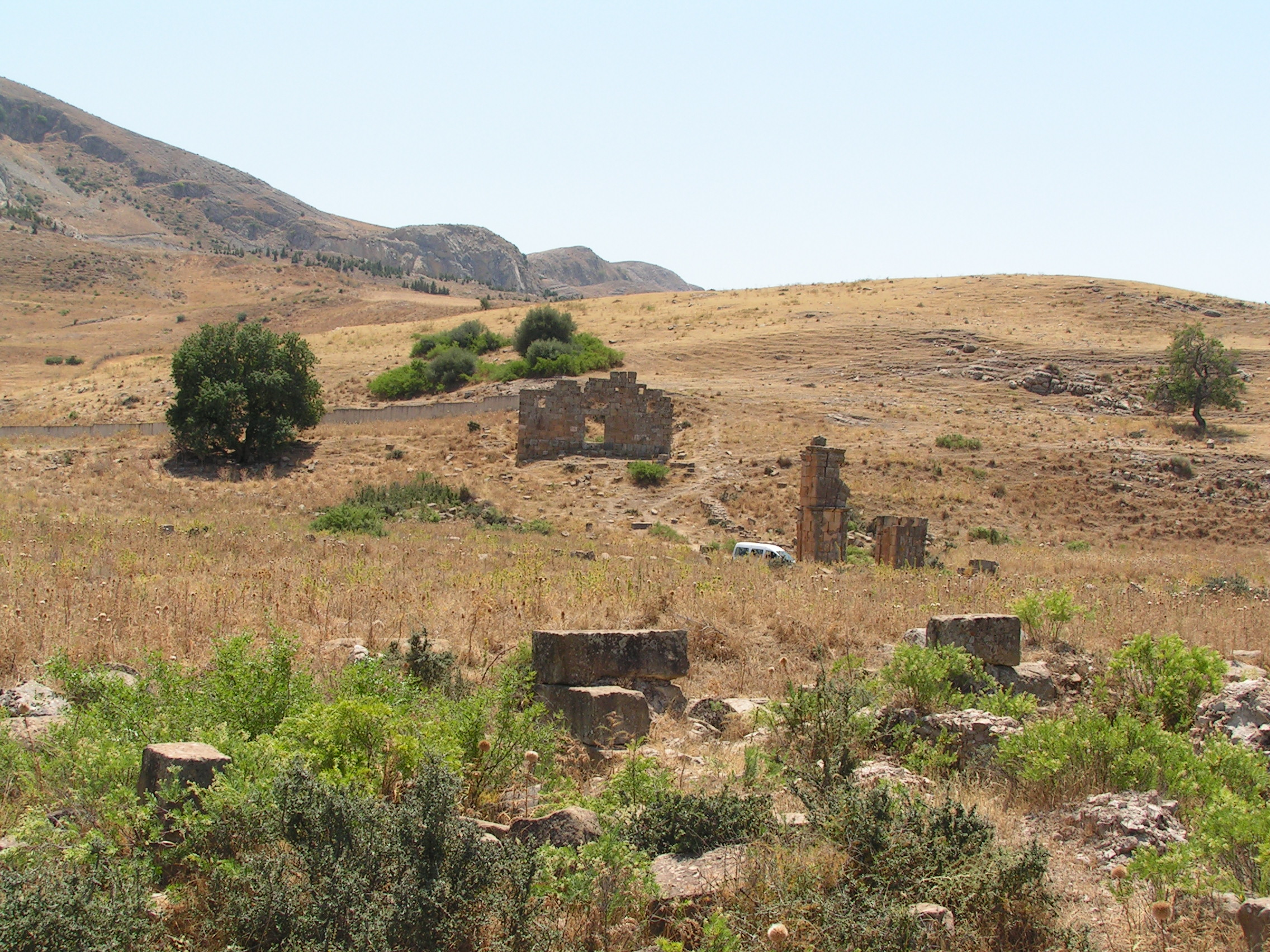
Foto von den Ruinen von Thibilis
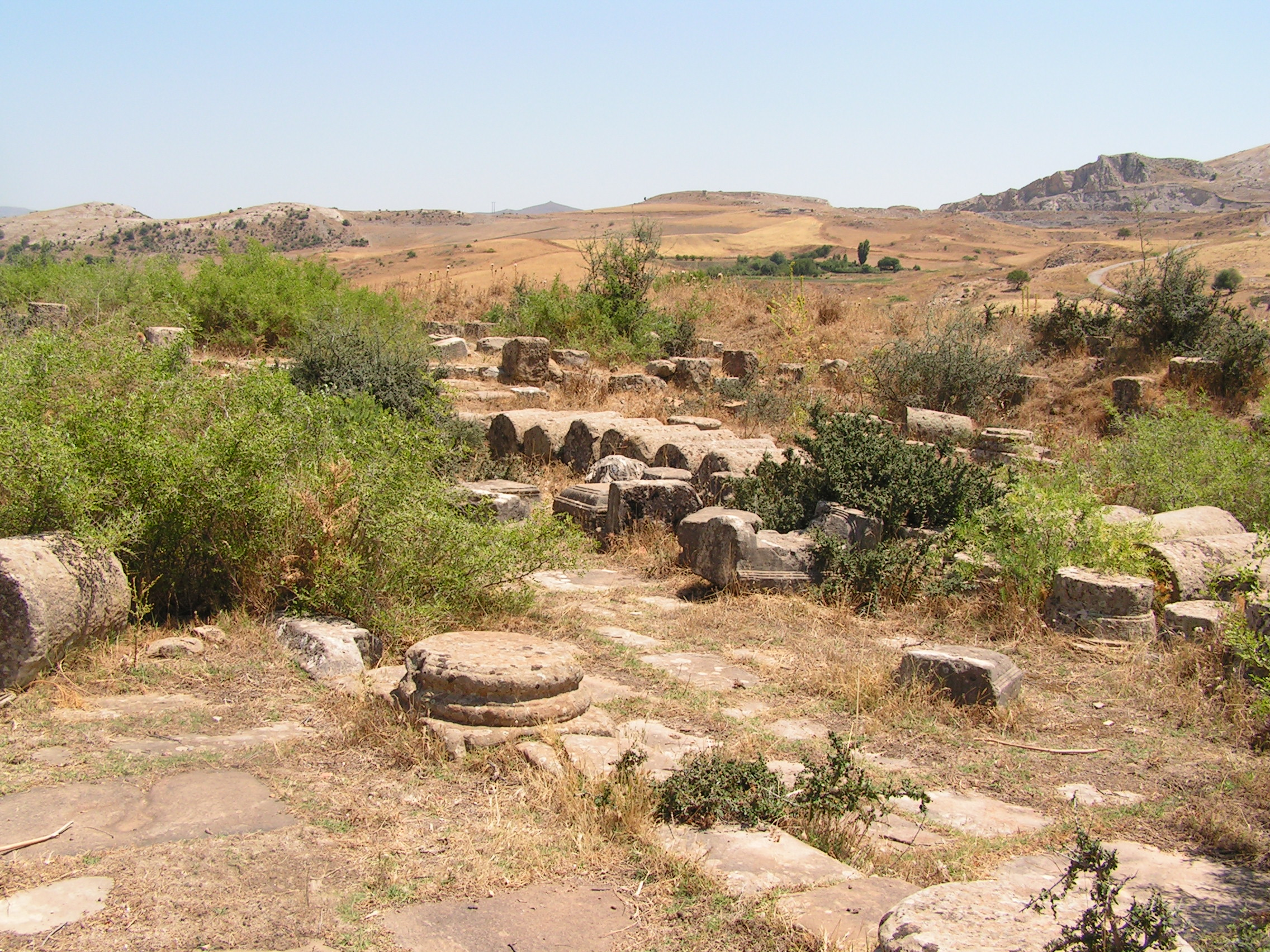
Foto von den Ruinen von Thibilis
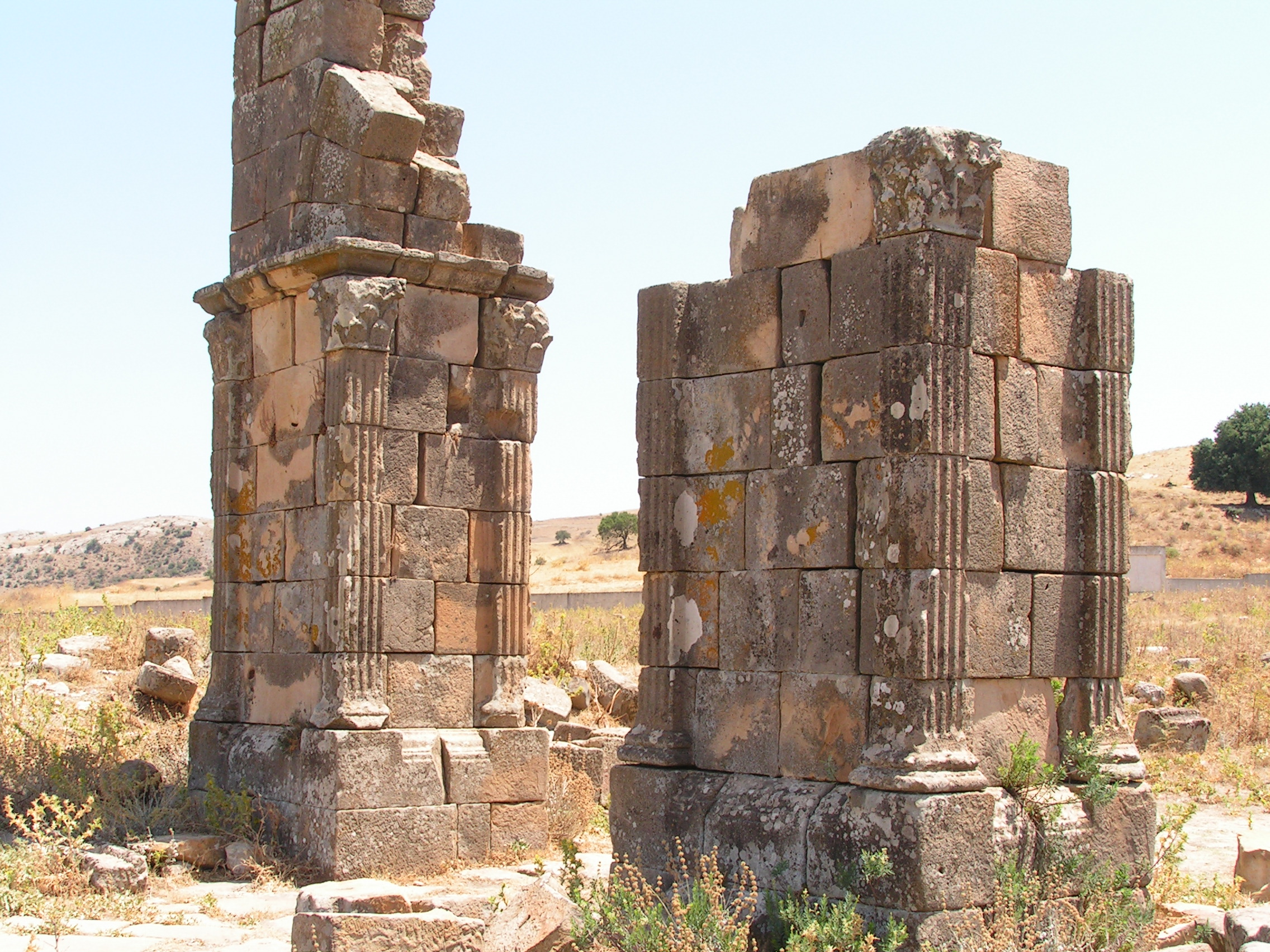
Ehrenbogen (2005)
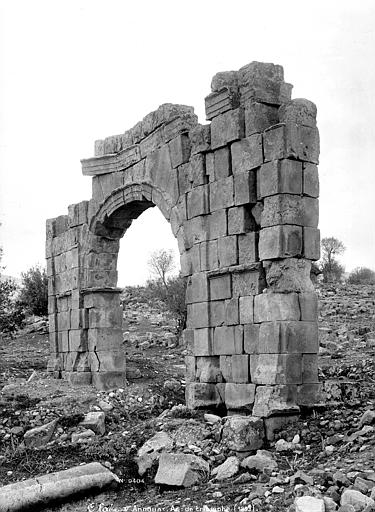
Ehrnbogen (1893)
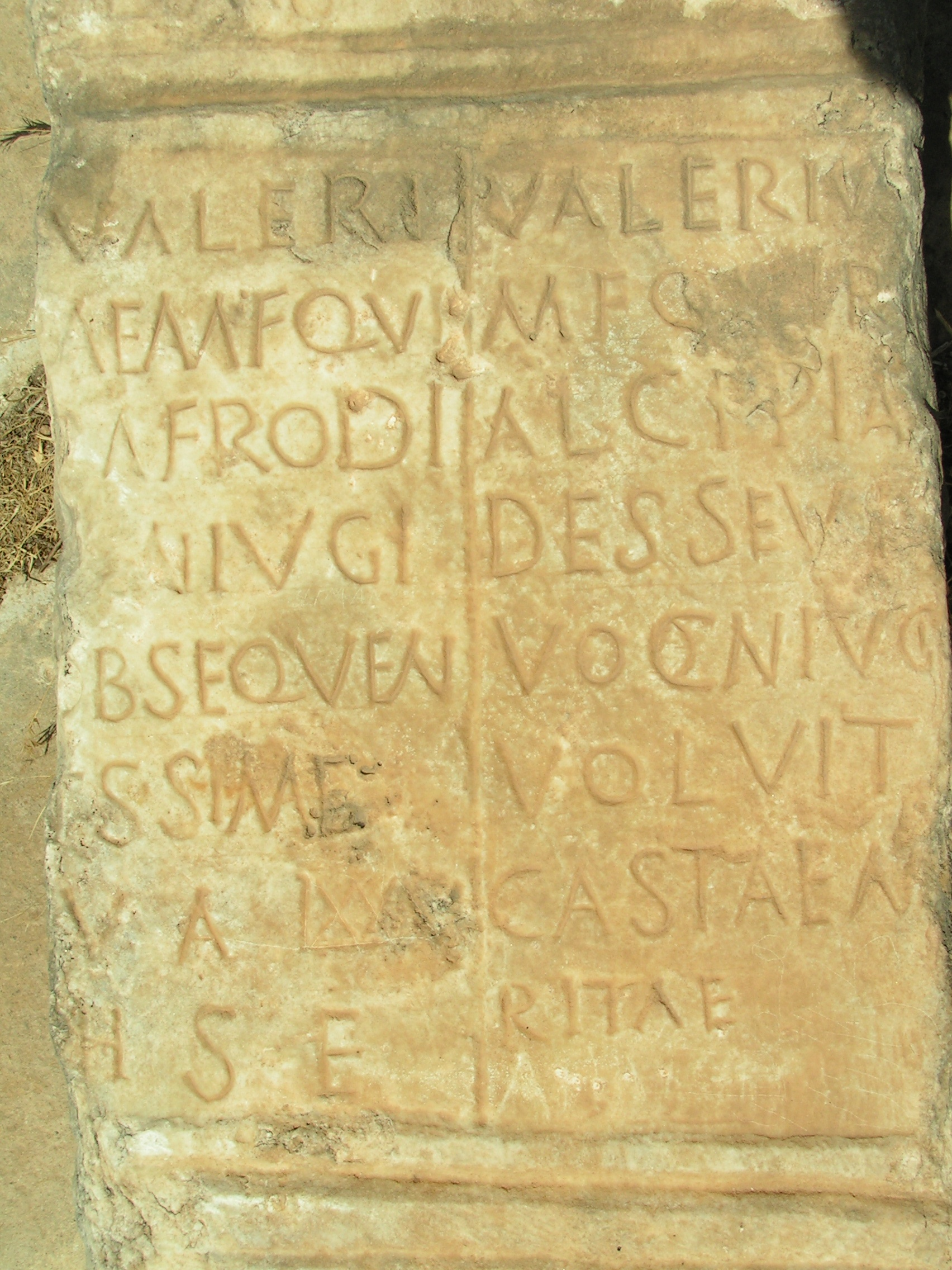
Römischer Grabstein, CIL VIII 19057